# Greser & Lenz

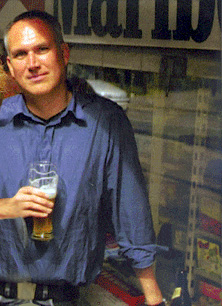
Heribert Lenz

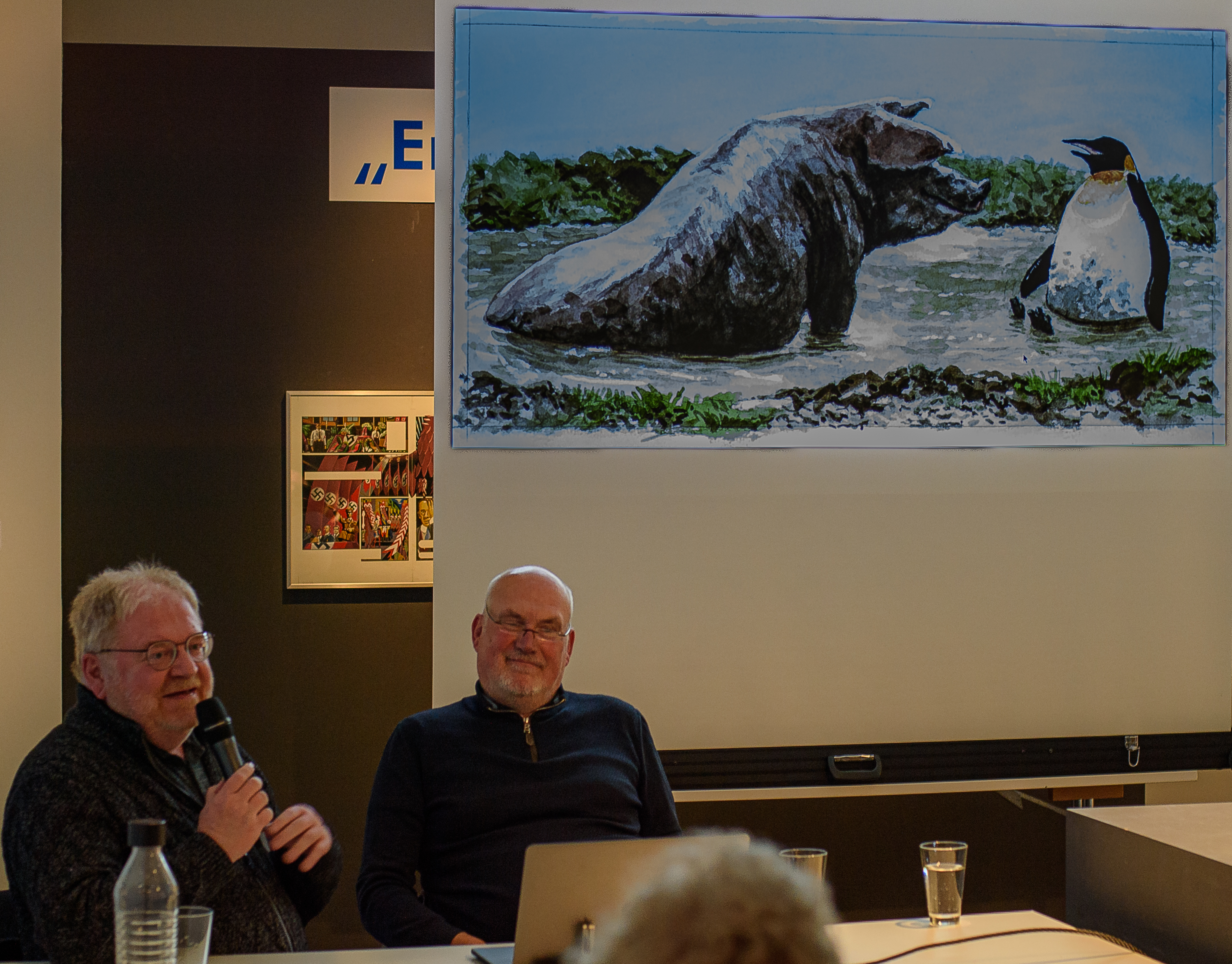
Greser und Lenz im April 2022 im Kirchnerhaus Museum Aschaffenburg

Achim Greser (* 20. Mai 1961 in Lohr am Main) und Heribert Lenz (* 26. Februar 1958 in Schweinfurt) sind ein deutsches Karikaturistenduo. Sie zeichnen regelmäßig für die Titanic, die Frankfurter Allgemeine Zeitung und den Stern.

## Werden
Ihre gemeinsame Neigung zur Tradition der Neuen Frankfurter Schule bewog sie dazu, während des Grafikstudiums in Würzburg gemeinsame Zeichnungen anzufertigen. Seit 1986 bzw. 1988 arbeiten sie als feste Redaktionsmitglieder beim Satiremagazin Titanic, unter anderem schufen sie die Figur des Genschman. Für die Frankfurter Allgemeine Zeitung zeichnen sie regelmäßig seit 1996, für die Frankfurter Allgemeine Sonntagszeitung seit deren Bestehen, aber sie sind auch in der linken Tageszeitung junge Welt anzutreffen. Ihr Motto lautet: Jeder Krieg hat seine Opfer, das gleiche gilt für den guten Witz.
Beide leben und arbeiten in einem großen Haus in Aschaffenburg. Für einige Zeit erschienen in der Titanic regelmäßig unter der Rubrik Partner Titanic Anzeigen, die für die Wahl Heribert Lenz’ zum Bürgermeister der Stadt Aschaffenburg plädierten.
Mit ihrer Karikatur Üzrüms Alpenglück sorgten sie 2014 für einen diplomatischen Eklat mit der Türkei.
Achim Greser ist Mitglied in der Deutschen Akademie für Fußball-Kultur.
2021 wurde in der Ausstellung Ein Vierteljahrhundert Witze für Deutschland im Caricatura Museum ihre bundesrepublikanische Geschichte von unten gezeigt – angefangen bei der Kanzlerkandidatur von Edmund Stoiber und Hochwasser über den Afghanistankrieg und Nahostkonflikt bis hin zu Donald Trump und AfD.

## Auszeichnungen
- 2024: Kulturpreis der Stadt Aschaffenburg
- 2024: Göttinger Elch
- 2023: Karikaturenpreis der deutschen Zeitungen (Rückblende 2022)[5]
- 2018: Deutscher Karikaturenpreis, „Geflügelter Bleistift“ in Gold
- 2004: Deutscher Karikaturenpreis, „Geflügelter Bleistift“ in Gold
- 2001: Karikaturenpreis der deutschen Zeitungen (Rückblende 2000)

## Werke
- (2000) Achim Greser: Der Führer Privat, Bittermann Verlag, ISBN 3-89320035-5, ISBN 978-3-89320035-1, 44 Zeichnungen
- (2004) Achim Greser, Heribert Lenz: Lesen? Das geht ein, zwei Jahre gut, dann bist du süchtig, Bittermann Verlag, ISBN 3-89320080-0, ISBN 978-3-89320080-1.
- (2005) Greser & Lenz: Deutschland in Sorge – Die Chronik eines Jahres. Frankfurter Allgemeine Buch, Frankfurt am Main 2005, ISBN 3-89981-080-5.
- (2006) Greser & Lenz: Deutschland packt's an – Die Chronik eines Jahres II. Frankfurter Allgemeine Buch, Frankfurt am Main 2006, ISBN 3-89981-126-7, ISBN 978-3-89981-126-1.
- (2007) Greser & Lenz: Wir sind eine Welt – Die Chronik eines Jahres III. Frankfurter Allgemeine Buch, Frankfurt am Main 2007, ISBN 978-3-89981-142-1.
- (2009) Greser & Lenz: Finanzkrise? – Na und! Die Chronik eines Jahres IV. Frankfurter Allgemeine Buch, Frankfurt am Main 2009, ISBN 978-3-89981-176-6.
- (2010) Greser & Lenz: Neues aus der Wirtschaft – Die Chronik eines Jahres V. Frankfurter Allgemeine Buch, Frankfurt am Main 2010, ISBN 978-3-89981-217-6.
- (2010) Greser & Lenz: Deutschland auf Sparkurs – Die Chronik eines Jahres VI. Frankfurter Allgemeine Buch, Frankfurt am Main 2010, ISBN 978-3-89981-240-4.
- (2011) Greser & Lenz: Ist Europa noch zu retten? Die Chronik eines Jahres VII. Frankfurter Allgemeine Buchverlag, Frankfurt am Main 2011, ISBN 978-3-89981-263-3.
- (2012) Greser & Lenz: Endlich Energiewender – Die Chronik eines Jahres VIII. Frankfurter Allgemeine Buchverlag, Frankfurt am Main 2012, ISBN 978-3-89981-293-0.
- (2013) Greser & Lenz: Deutschland von unten – Die Chronik eines Jahres IX. Frankfurter Allgemeine Buchverlag, Frankfurt am Main 2013, ISBN 978-3-95601-034-7.
- (2015) Greser & Lenz: Wir sind Weltmeister – Die Chronik eines Jahres X. Frankfurter Allgemeine Buchverlag, Frankfurt am Main 2015, ISBN 978-3-95601-069-9.
- (2016) Greser & Lenz: Deutsche Willkommenskultur – Die Chronik eines Jahres XI. Frankfurter Allgemeine Buchverlag, Frankfurt am Main 2016, ISBN 978-3-95601-144-3.
- (2016) Greser & Lenz: Made in Germany – Die Chronik eines Jahres XII. Frankfurter Allgemeine Buchverlag, Frankfurt am Main 2013, ISBN 978-3-95601-220-4.
- (2017) Greser & Lenz: Verlorenes Paradies Jamaika – Die Chronik eines Jahres XIII. Frankfurter Allgemeine Buchverlag, Frankfurt am Main 2017, ISBN 978-3-95601-220-4.
- (2018) Greser & Lenz: So schön, schön war die Zeit – Die Chronik des Jahres 2018. Frankfurter Allgemeine Buchverlag, Frankfurt am Main 2018, ISBN 978-3-96251-022-0.
- (2019) Greser & Lenz: Deutschland klimaneutral – Die Chronik des Jahres 2019. Frankfurter Allgemeine Buchverlag, Frankfurt am Main 2019, ISBN  978-3-96251-067-1.
- (2020) Greser & Lenz: Deutschland, gib Acht! Die Chronik des Jahres 2020. Frankfurter Allgemeine Buchverlag, Frankfurt am Main 2020, ISBN 978-3-96251-083-1.
- (2021) Greser & Lenz: Deutschland nach Merkel – Die Chronik des Jahres 2021. Frankfurter Allgemeine Buch, Frankfurt am Main 2021, ISBN 978-3-96251-109-8.
- (2021) Greser & Lenz: Schlimm! Ein Vierteljahrhundert Witze für Deutschland. Verlag Antje Kunstmann, München 2021, ISBN 978-3-95614-436-3.
- (2022) Greser & Lenz: Zeitenwende in Deutschland – Die Chronik des Jahres 2022. Frankfurter Allgemeine Buch, Frankfurt am Main 2020, ISBN 978-3-96251-139-5.
- (2023) Greser & Lenz: Deutschland leistet Widerstand – Die Chronik des Jahres 2023. Frankfurter Allgemeine Buch, Frankfurt am Main 2023, ISBN 978-3-96251-167-8.
- (2024) Greser & Lenz: Endlich Führung – Die Chronik des Jahres 2024. Fazit Communication GmbH (Frankfurter Allgemeine Buch), Frankfurt am Main 2024, ISBN 978-3-96251-195-1.